# André Lombard
André Lombard (* 19. September 1950 in Bern) ist fünffacher Schweizer Meister im Schach.

## Schachkarriere

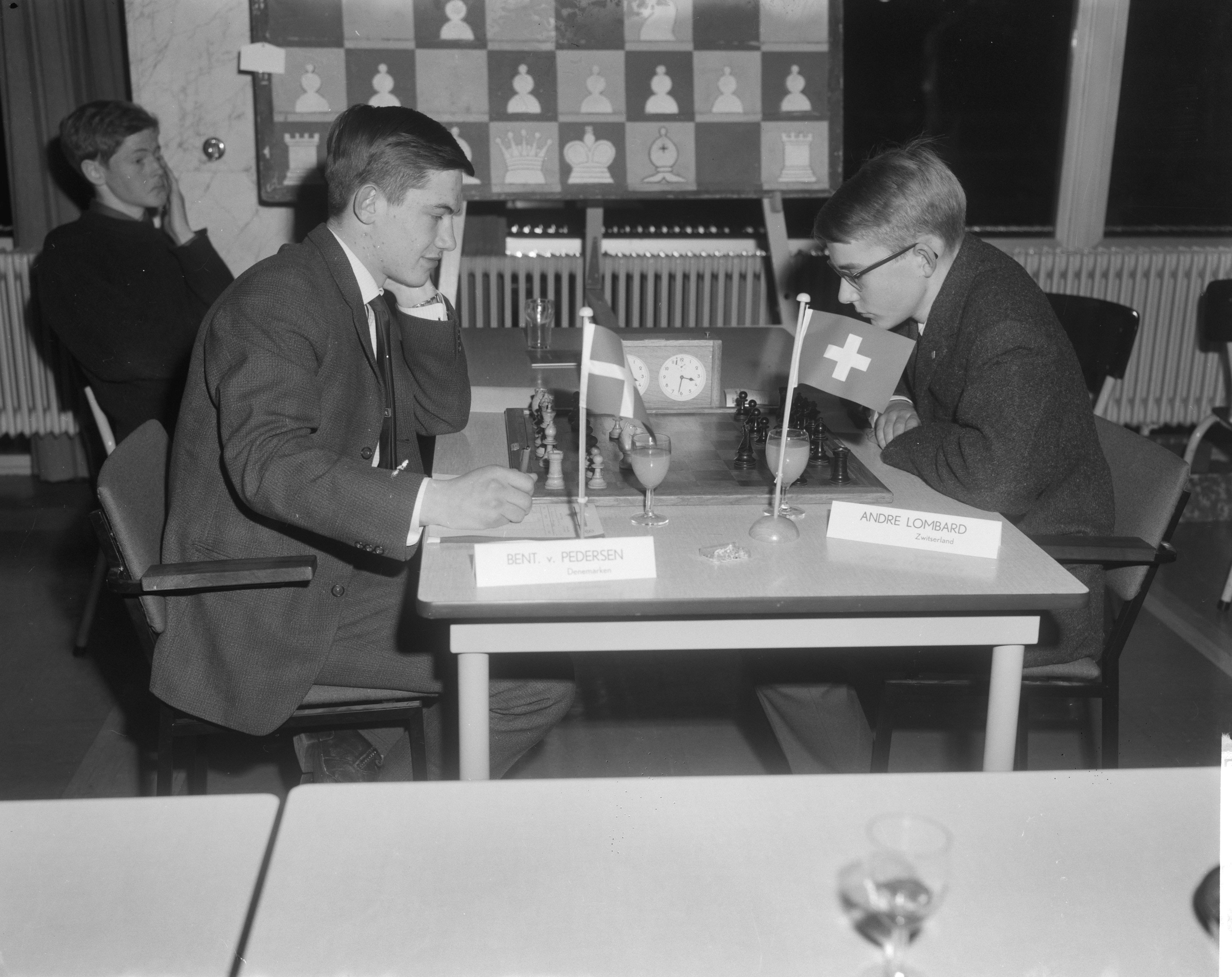
Bent V. Pedersen vs. André Lombard (1965)

Lombard war 1965 Juniorenmeister der Schweiz und qualifizierte sich damit sowohl für die Jugendeuropameisterschaft (an der er 1969 erneut teilnahm) als auch für die U20-Weltmeisterschaft. In der Folge gewann er die Schweizer Einzelmeisterschaft 1969 in Luzern, 1970 in Riehen, 1973 in Weggis, 1974 in Wettingen und 1977 in Muttenz. Seit 1976 ist er Internationaler Meister. Im gleichen Jahr nahm er am Interzonenturnier in Biel teil. Von 1970 bis 1978 vertrat er die Schweiz bei allen fünf Schacholympiaden, außerdem nahm er an der Mannschaftseuropameisterschaft 1973 teil. Er spielte in den Vereinen von Birseck, Biel, Bern und Réti Zürich und wurde insgesamt sechsmal Mannschaftsmeister: 1970 mit Birseck, 1977 und 1986 mit Biel, 1998 mit Bern sowie 2011 und 2013 mit Réti Zürich.
Von 1994 bis 1996 betreute er die Schweizer Damennationalmannschaft. Danach trainierte er bis 1999 den Nachwuchs der Region Bern.
In den Jahren 2005 bis 2011 war Lombard Geschäftsführer des Schweizerischen Schachbundes (SSB).

## Privates
Lombard hat an der Universität Bern Mathematik studiert. Er arbeitet als selbständiger Informatiker. Aus der inzwischen geschiedenen Ehe gingen eine Tochter (* 1986) und ein Sohn (* 1984) hervor.